# Ramal ferroviario Laboulaye-Sampacho
El Ramal Laboulaye - Sampacho pertenece al Ferrocarril General San Martín, Argentina. 

## Ubicación
Se halla en la provincia de Córdoba en los departamentos Presidente Roque Sáenz Peña, Juárez Celman y Río Cuarto.

## Características
Es un ramal secundario de la red del Ferrocarril General San Martín con una extensión de 183 km entre Laboulaye y Sampacho.
El ramal fue puesto en marcha el 11 de julio de 1929 por el Ferrocarril Buenos Aires al Pacífico.
Sus vías y durmientes se encuentran abandonadas y en deterioro.
Abandonado en su momento por el operador privado ALL (América Latina Logística), en el año 2021 fue rehabilitado por Trenes Argentinos Cargas desde Laboulaye hasta la Estación El Rastreador, donde existe una importante planta de acopio de granos de la firma Cargill